# Global Organic Textile Standard

Logo certifikace GOTS

Global Organic Textile Standard (GOTS) je nejpřísnější certifikace pro textilie vyrobené z organických textilních vláken. GOTS kontroluje celý výrobní proces od statku až po továrnu: od sklizně bavlny, tkaní vláken, až po výrobu finálního produktu, včetně exportu oblečení. Konečné produkty mohou být výrobky z vláken, příze, tkaniny, oděvy a domácí textil. Nezahrnují se zde kožené výrobky.
Ve všech fázích zpracování ekologických vláken musí být tato vlákna oddělena od běžných produktů z neorganických vláken a musí být jasně označena. Všechny chemikálie (např. barviva, pomocné chemikálie), musí splňovat základní požadavky na toxicitu a biologickou rozložitelnost. Jsou zakázány používat toxické kovy, rozpouštědla, geneticky modifikované organismy, formaldehydy a jiné syntetické látky. Veškerá bělidla musí být na bázi kyslíku. Obalový materiál musí být z recyklovaného zdroje a nesmí obsahovat polyvinylchlorid.
Provozovatelé musejí mít ve svých směrnicích zavedenou politiku ochrany životního prostředí. Dále je také nutné, uchovávat úplné záznamy o používání chemických látek, při mokrém zpracovatelském postupu. Odpadní vody ze všech zpracovatelských postupů musí být zpracovány ve funkčních čistírnách odpadních vod.
GOTS má v sobě i požadavky na etické a sociální aspekty výroby, jako svoboda zaměstnání, svoboda kolektivního vyjednávání, bezpečnost a čistota na pracovišti, zákaz dětské práce, životní minimum, pracovní doba nesmí být přehnaná, ochrana před diskriminací, stálé zaměstnání, zákaz hrubého a nehumánního zacházení.
GOTS rozlišuje dva stupně:
- Organický / bio – musí obsahovat minimálně 95 % organických vláken a ≤ 5 % anorganických přírodních nebo syntetických vláken.
- Vyrobeno z x % organických látek – musí obsahovat minimálně 70 % organických vláken a ≤ 30 % anorganických vláken, ale nejvýše 10 % syntetických vláken.

Pouze textilie vyrobené a certifikované v souladu s ustanoveními této normy mohou nést označení GOTS.